# Ibe Palikuća
Ibe Palikuća (alb. Ibe Palikuqi; Debar, 1927. – Šutovo, 22. rujna 1944.) bila je sudionica Narodnooslobodilačke borbe, članica SKOJ-a i narodni heroj Jugoslavije.

## Životopis
Ibe Palikuća rođena je 1927. godine u makedonskom Debru, tada dijelu Kraljevine SHS. Otac joj je bio hodža te je odrastala u relativno imućnoj obitelji. Poslije završene osnovne škole, prekinula je daljnje obrazovanje i pripremala se za život tradicionalne domaćice.
Po završetku Travanjskog rata, Debar biva pripojen fašističkoj Kraljevini Albaniji (poznata i kao Velika Albanija). Palikućina obitelj ubrzo je postala aktivna u antifašističkom pokretu, dok joj se brat borio u partizanskim jedinicama. Sama je Iba s petnaest godina primljena u članstvo Saveza komunističke omladine Jugoslavije, a već je u srpnju 1943. godine postala i članicom Komunističke partije Jugoslavije. Njena je obiteljska kuća postala bitno sastajalište lokalnih komunističkih ilegalaca. Kao kći muslimanskog svećenika, dugo nije imala problema s okupacijskim vlastima koje ju nisu povezivale s Narodnooslobodilačkim pokretom.
Nakon kapitulacije Italije u rujnu 1943. godine u Debru je uspostavljena narodna vlast koja traje do prosinca iste godine, kada njemačke i balističke snage istjeruju partizane. Ibe Palikuća povlači se s njima i stupa u redove NOVJ, no ubrzo biva poslana nazad u Debar u svojstvu člana Mjesnog komiteta KPJ. Na toj je funkciji provela nekoliko mjeseci, nakon čega joj je omogućen odlazak u Šestu brigadu Narodnooslobodilačke vojske Albanije, u kojoj uskoro postaje zamjenica komesara jedne čete. Šesta je brigada od osnutka sudjelovala u teškim borbama protiv albanskih balista, te u jednoj od tih borbi, 20. rujna 1944. godine, Ibe biva teško ranjena. Dva je dana kasnije preminula od posljedica ranjavanja.
Narodnim je herojem proglašena 8. listopada 1953. godine, ukazom predsjednika FNRJ Josipa Broza Tita.